# Mintimer Şäymief

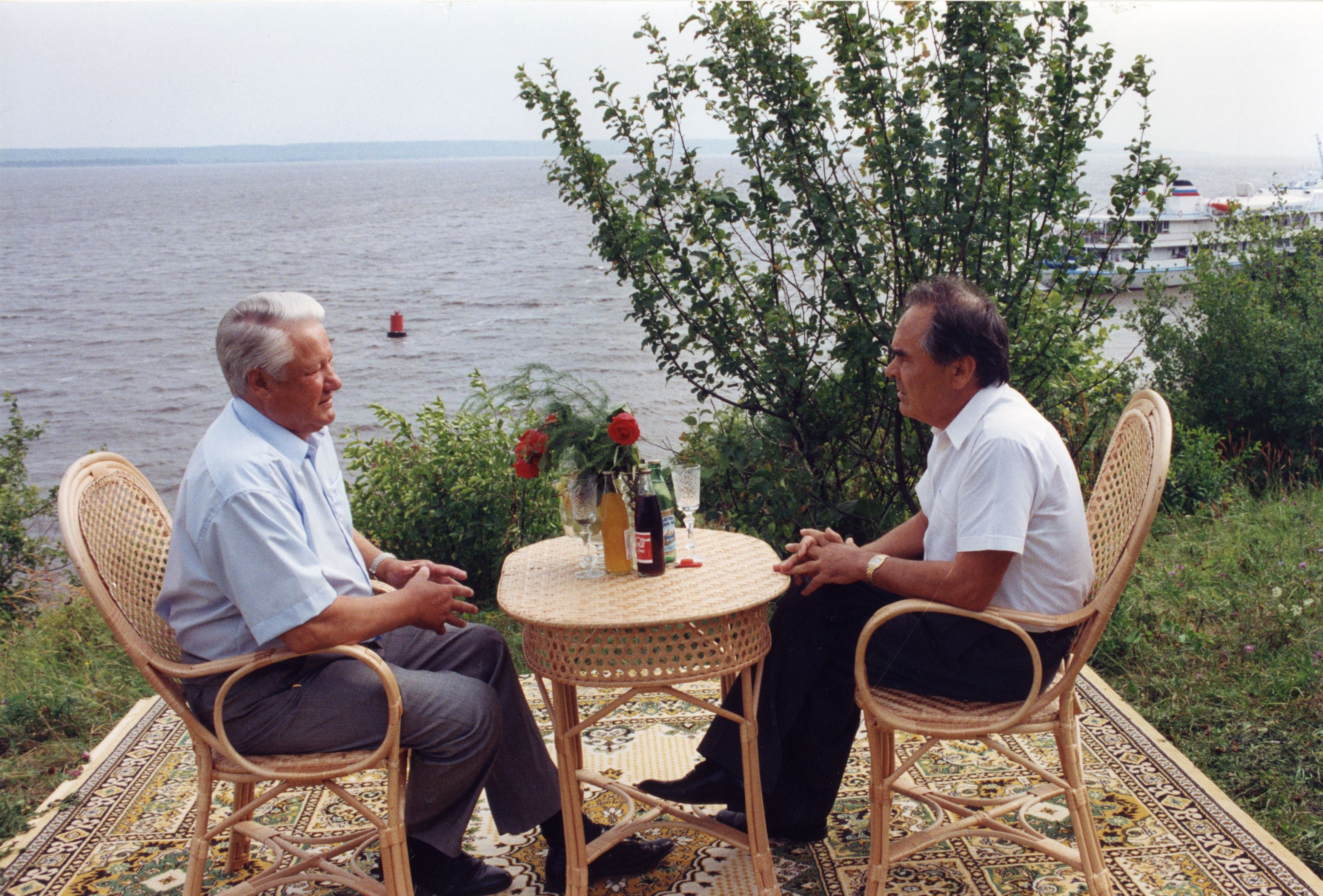
Șäymief cu președintele Boris Elțîn în 1994

Mintimer Șaripovici Șäymief (n. 20 ianuarie 1937, Änäk⁠(d), Q24292578⁠(d), RSFS Rusă, URSS) este un fost politician rus care a ocupat funcția de președinte al Tatarstanului din 1991 până în 2010. A fost reales președinte în 1996, 2001 și 2005.

## Biografie
Șäymief s-a născut în satul Aniakovo⁠(d), în Districtul Aktanișski din RASS Tătară. A absolvit Institutul Agricol din Kazan în 1959 și a lucrat ca inginer agricol. S-a alăturat Partidului Comunist în 1963. În 1967 a fost instructor și șef adjunct al departamentului agricol al organizației regionale de partid din Tatarstan. În 1969, Șäymief a fost numit ministru pentru ameliorarea și economia apelor din republica sa, iar în 1983 a devenit prim-vicepreședinte al Consiliului de Miniștri al Tătarilor. În septembrie 1989, Șäymief a devenit prim-secretar al organizației Partidului Comunist din Tatarstan. În același an, a fost ales în Congresul Deputaților Poporului. În aprilie 1990 a fost ales președinte al Sovietului Suprem din Tatarstan. La 31 august 1990, Sovietul Suprem a proclamat suveranitatea Tatarstanului.

### Președinte al Tatarstanului
La 12 iunie 1991, Șäymief a fost ales președinte al Republicii Sovietice Socialiste Tătare și, în calitate de președinte, a emis o declarație în timpul tentativei de lovitură de stat din august 1991 de la Moscova prin care susținea poziția Comitetul de Urgență. În martie 1992, el a organizat un referendum privind suveranitatea Tatarstanului, în timpul căruia 62% dintre alegători au votat în favoarea suveranității. În acel an, prima sa vizită de stat în afara țării a fost în Kazahstan, unde a fost primit cu onoruri de președintele Nursultan Nazarbaev.
Afirmând că dorește să facă loc unei noi generații de lideri - în conformitate cu un apel al președintelui Dmitri Medvedev - Șäymief i-a spus lui Medvedev în ianuarie 2010 că nu dorește să fie nominalizat pentru un nou mandat de președinte al Tatarstanului. El a spus că Rustam Minnikhanov, prim-ministrul din Tatarstan, era succesorul său preferat. Medvedev l-a nominalizat apoi pe Minnikhanov pentru a-i succeda lui Șäymief la 27 ianuarie 2010.

### Alte întreprinderi
În 2001, el și primarul Moscovei Iuri Lujkov au fondat partidul Rusia Unită. A devenit consilier de stat al Republicii Tatarstan la scurt timp după demisie. De asemenea, lucrează ca președinte al Fundației „Yanarysh”.
În 2017, a fost numit Ambasador al Bunăvoinței UNESCO pentru dialog intercultural.

## Onoruri și premii
- Ordinul Lenin (1966)

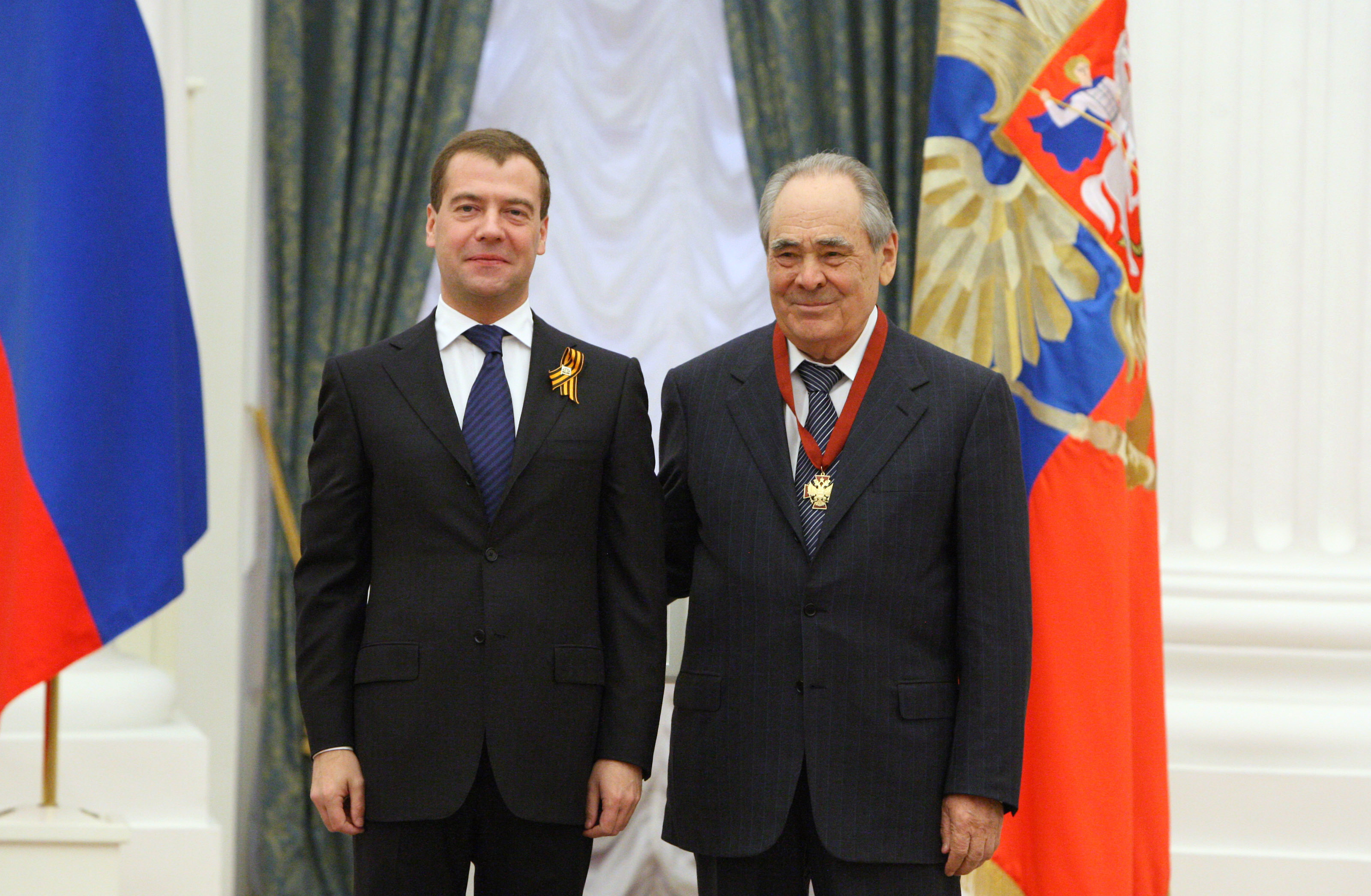
Cu Dmitri Medvedev, 6 mai 2010.

- Ordinul Revoluției din Octombrie (1976)
- Ordinul Drapelului Roșu al Muncii (1971)
- Ordinul Prieteniei Popoarelor (1987)
- Ordinul Meritul pentru Patrie;
  - clasa I (20 ianuarie 2007) - pentru contribuția remarcabilă la consolidarea statalității ruse și la dezvoltarea socioeconomică
  - clasa a 2-a (17 ianuarie 1997) - pentru contribuția personală deosebită la consolidarea și dezvoltarea statalității ruse, a prieteniei și cooperării între națiuni
  - Clasa a 3-a (6 februarie 2010) - pentru contribuția remarcabilă la dezvoltarea socioeconomică a muncii îndelungate și sârguincioase
  - Clasa a 4-a (14 ianuarie 2014)
- Premiul PM pistol (20 ianuarie 2002)
- Sabie inscripționată „Est” (o replică a sabiei iraniene „Shamshir” din secolul al XVI-lea)
- Diploma președintelui Federației Ruse (12 decembrie 2008) - pentru participarea activă la redactarea Constituției și pentru contribuția deosebită la fundamentele democratice ale Federației Ruse
- Ordinul „Pentru merite în fața Republicii Tatarstan” (2010)
- Ordinul „Onoare și glorie”, clasa a II-a (Abhazia, 2003) - pentru contribuția sa semnificativă la consolidarea păcii și a relațiilor de prietenie în Caucaz și pentru ajutorul și sprijinul activ acordat Abhaziei
- Ordinul Sfântului Prinț Daniel al Moscovei, clasa I (Biserica Ortodoxă Rusă, 1997)
- Ordinul Sf. Sergius, clasa I (Biserica Ortodoxă Rusă, 2005)
- Placheta Ministerului Afacerilor Externe al Rusiei „pentru contribuția la cooperarea internațională” (2007)
- Diploma Guvernului Federației Ruse (1997)
- Premiul de stat pentru pace și progres al primului președinte al Republicii Kazahstan (2005)
- Cetățean de onoare al orașului Kazan (2005)
- Ordinul de Onoare „Al-Fahr”, clasa I (iunie 2005)
- Premiul internațional al regelui Faisal (Arabia Saudită) - „pentru contribuția sa la renașterea culturii islamice” (2007)
- Membru de onoare al Academiei Ruse de Arte
- Ordinul Olimpic (2008) - „pentru contribuția sa remarcabilă la dezvoltarea mișcării olimpic”.
- Ordinul Prieteniei, clasa I (Kazahstan, 2010)